# Velenje városi község
Velenje városi község (szlovén nyelven Občina Velenje) Szlovénia 212 alapfokú közigazgatási egységének, azaz községének egyike a Savinjska statisztikai régióban. Adminisztratív központja Velenje város. A községet 1994-ben hozták létre. A történelmi szlovén Stájerország (Štajersko) régió része. 

## A községhez tartozó települések

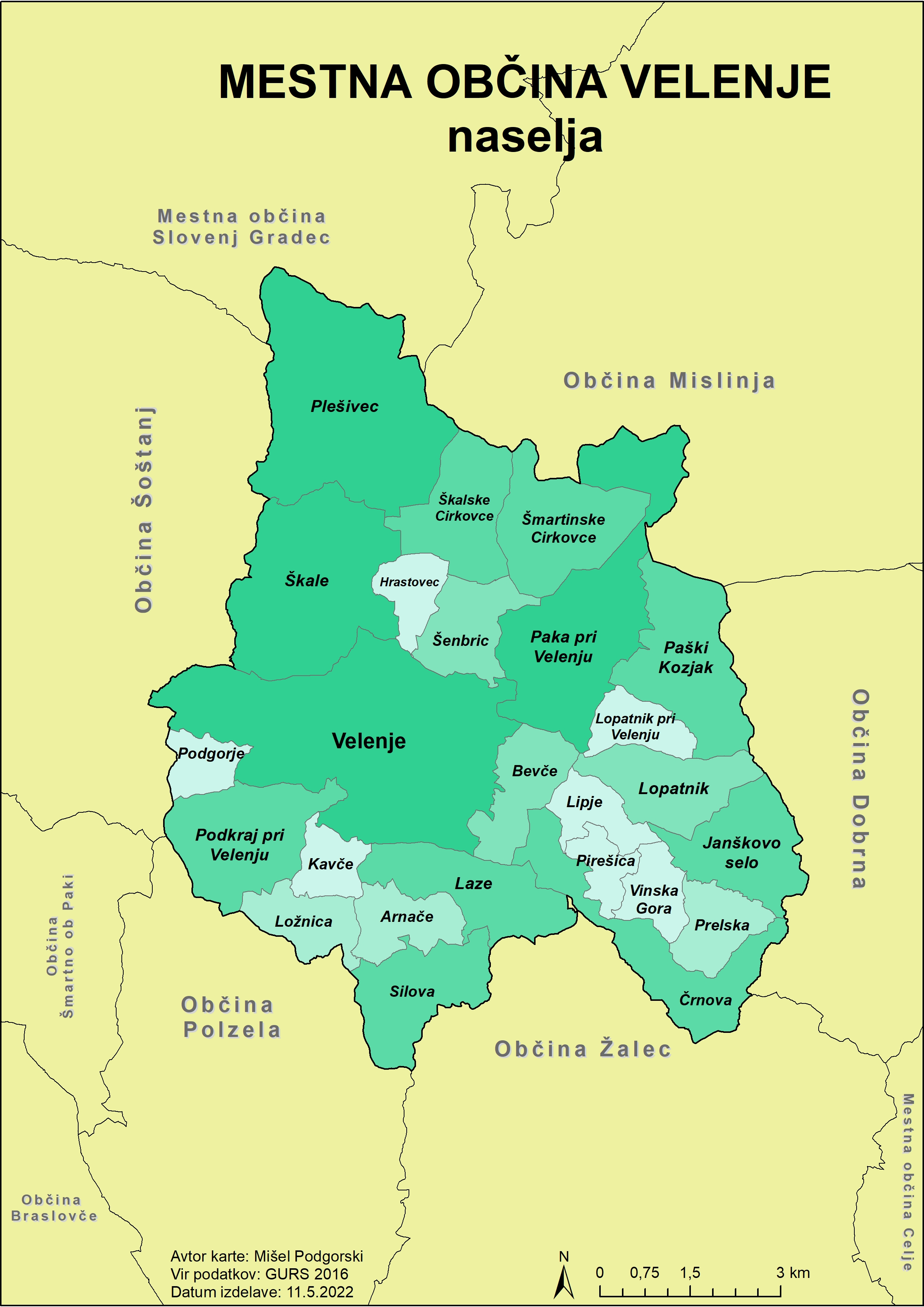
A község falvai

A községhez Velenje székhelyen kívül a következő települések tartoznak:
- Arnače
- Bevče
- Črnova
- Hrastovec
- Janškovo Selo
- Kavče
- Laze
- Lipje
- Lopatnik
- Lopatnik pri Velenju
- Ložnica
- Paka pri Velenju
- Paški Kozjak
- Pirešica
- Plešivec
- Podgorje
- Podkraj pri Velenju
- Prelska
- Šenbric
- Silova
- Škale
- Škalske Cirkovce
- Šmartinske Cirkovce
- Vinska Gora

## Népesség
| Lakosok száma | 33 240 | 33 309 | 32 834 | 32 862 | 33 034 | 32 736 | 32 825 | 32 848 | 33 506 | 33 638 |
|               | 2008   | 2009   | 2011   | 2012   | 2013   | 2015   | 2016   | 2017   | 2019   | 2020   |